# Calcio Padova 2024-2025
Questa voce raccoglie le informazioni riguardanti il Calcio Padova nelle competizioni ufficiali della stagione 2024-2025.

## Stagione

### La pre-stagione
La stagione 2024-2025 vede il Calcio Padova, classificatosi secondo nello scorso campionato e poi uscito al secondo turno della fase nazionale di playoff, partecipare per la sesta stagione consecutiva al campionato di Serie C, venendo inserito nuovamente nel Girone A. Dopo aver condotto la squadra nelle ultime tre giornate di campionato e nei playoff, non viene rinnovato il contratto di Massimo Oddo che termina così la sua seconda avventura in biancoscudato. Il 14 giugno viene annunciato il 35enne Matteo Andreoletti come nuovo allenatore del Calcio Padova nella stagione a venire. Dopo l'uscita di Antonio Donnarumma, viene nominato come nuovo capitano Niko Kirwan, che ha già vestito la fascia in alcune occasioni nella scorsa stagione, mentre viene nominato come vice-capitano Lorenzo Crisetig.
Per il secondo anno consecutivo, Pieve di Cadore ospita il ritiro pre-stagionale della squadra, che si è svolto dal 13 al 27 luglio 2024 presso l'Hotel Al Pelmo. Durante il ritiro si sono svolte le prime tre amichevoli: contro il Sottocastello il 21 luglio, vinta per 10-0 con la tripletta di Palombi, le doppiette di Bortolussi e Spagnoli oltre alle reti di Montrone, Russini e Villa; la seconda contro Torres il 25 luglio sempre a Pieve di Cadore che termina in pareggio per 2-2 con le reti di Bortolussi e Varas, su rigore; ed infine il 27 luglio contro il Dolomiti Bellunesi a Feltre, vinta per 1-0 con il gol di Faedo. Il 31 luglio è andata in scena un'ultima amichevole prima dell'esordio ufficiale contro il Sassuolo a Sassuolo, persa per 1-0 con la rete nei minuti finale di Volpato.

### Girone d'andata
L'esordio ufficiale è avvenuto il 4 agosto, nel turno preliminare di Coppa Italia contro il Cesena, perdendo per 3-1 con le reti di Kargbo e Shpendi nel primo tempo alle quali risponde solo momentaneamente Bortolussi prima del gol di Francesconi. Due settimane più tardi, il 18 agosto, avviene anche l'esordio casalingo all'Euganeo nel secondo turno di Coppa Italia di Serie C contro la Feralpisalò, vinto per 3-2 ai tempi supplementari grazie alle reti di Russini che apre le danze, alle quali rispondono però quelle di Voltan su rigore e Zennaro prima del pareggio, anche fortunato, di Capelli ad un quarto d'ora dal termine. Ai supplementari è decisivo il gol al 118' di Varas. Il campionato si apre nel migliore dei modi, con la squadra di Andreoletti che davanti al pubblico di casa rifila tre gran gol al Trento, grazie alle reti di Bianchi, capitan Crisetig da punizione e sul finire di tempo Liguori. Nella seconda giornata il Padova disputa la sua prima trasferta in campionato allo Stadio Gavagnin-Nocini, terreno di gioco temporaneo del Caldiero che viene sconfitto dai ragazzi di Andreoletti per 2-0 con le marcature di Russini e di Bortolussi. Il Padova dilaga nella terza giornata di campionato in casa dell'Arzignano Valchiampo grazie alle reti di Capelli all'inizio del match e le marcature nella ripresa di Bortolussi, Favale e Liguori alle quali risponde solo al 94' minuto Nepi per un totale di 4-1, con i biancoscudati a punteggio piena al termine della terza giornata. Dodici punti su dodici grazie alla vittoria per 1-0 contro l'Alcione grazie al rigore di Varas, in una partita dominata dai biancoscudati davanti al suo pubblico. Ancora primo posto e punteggio pieno anche dopo la quinta giornata per la squadra di Andreoletti che dopo essere andata sotto dopo 9 minuti con un gran gol di Iotti, reagisce grazie all'autogol di Sbraga nel primo tempo, e alle reti di Favale e Delli Carri nella ripresa che garantiscono la vittoria per 3-1 sul campo della Pro Vercelli. Nel turno infrasettimanale del 24 settembre, il Padova ospita la Virtus Verona che va subito in vantaggio con il gol di Mehic, ma nella ripresa la squadra di casa ribalta il risultato grazie ai gol di Villa, Bianchi capitano della serata, la prima rete di Spagnoli in biancoscudato ed il gol a tempo scaduto di Liguori, che portano il Padova a punteggio pieno e da solo in testa alla classifica. Il primo stop stagionale arriva nella partita successiva del 28 settembre in casa della Pro Patria che riesce ad andare in vantaggio con Curatolo e a soli dodici minuti dalla fine i biancoscudati riescono a pareggiare grazie al gol di Capelli. Il 6 ottobre arriva il primo big match nonché acceso derby contro il L.R. Vicenza, secondi in classifica, che vengono però sconfitti all'Euganeo davanti a quasi 7mila spettatori grazie alla rete nei minuti di recupero del primo tempo di Michael Liguori dopo l'assist di tacco di Spagnoli, portando i biancoscudati a +4 sul Renate e a +5 sui rivali. Nella giornata successiva, il Padova è ospite a Gorgonzola della Giana Erminio, che viene battuta grazie al colpo di testa di Delli Carri a metà del primo tempo dopo il calcio d'angolo di Cretella, e con otto vittorie ed un pareggio nelle prime nove giornate diventa la miglior partenza dei biancoscudati in Serie C, allungando a +7 su Renate e L.R. Vicenza. Alla decima giornata, arriva il secondo pareggio stagionale, il primo casalingo con un pareggio a reti bianche contro la Feralpisalò, miglior difesa del campionato insieme ai patavini fino a questo momento. Il Padova torna alla vittoria sette giorni dopo, all'AlbinoLeffe Stadium contro l'AlbinoLeffe grazie alla doppietta nei minuti finali di Bortolussi, che garantisce i tre punti. Arriva la vittoria casalinga anche nel turno infrasettimanale successivo, del 30 ottobre, con il colpo di testa di Nicola Valente che decide la sfida contro il Renate, allungando a +7 sul L.R. Vicenza. Mantiene la stessa distanza sulle insegutrici anche dopo la gara successiva, dove riesce a sconfiggere per 2-1 la Pergolettese grazie al colpo di testa di Delli Carri e alla rete di Russini, entrambi alla terza marcatura stagionale. Quarta vittoria consecutiva con il successo casalingo per 2-1 contro il Novara grazie alle reti prima di Bortolussi e poi di Capelli, che regalano ai biancoscudati i tre punti e mantengono a debita distanza il L.R. Vicenza. I patavini ottengono la loro quinta vittoria consecutiva nel campo del Lecco che viene travolto per 3-0 con le marcature, tutte nel secondo tempo, prima di Liguori, poi di Bortolussi e Delli Carri dà il colpo di grazia a pochi minuti dalla fine.
Il 27 novembre arriva però la seconda sconfitta stagionale, negli Ottavi di finale contro il Caldiero venendo sconfitti per 2-1, con la rete del vantaggio di Favale seguito dai gol di Lanzi tre minuti dopo e l'incornata nel secondo tempo di Gattoni, con il Padova rimasto in 9 a causa delle espulsioni di Delli Carri, ed il successivo rigore parato di Voltan, e Capelli. Pochi giorni dopo arriva anche il terzo pareggio in campionato, il secondo casalingo, pareggiando per 1-1 contro la Triestina, fanalino di coda, con la rete su rigore di Bortolussi. Il Padova è costretto a giocare nuovamente a giocare di mercoledì per recuperare la gara contro l'Atalanta U23, inizialmente rinviata a causa dell'indisponibilità di alcuni giocatori della formazione ospite in quanto convocati con le rispettivi squadre nazionali, ma i biancoscudati non hanno problemi contro la squadra di Francesco Modesto che viene sconfitta per 3-1 grazie al rigore di Bortolussi, al quarto centro consecutivo, alle prime reti stagionali di Marco Perrotta e Pietro Fusi che permettono di allungare di nuovo sul Vicenza a +5. Il Padova mantiene intatto il distacco sui rivali anche dopo la vittoria nel turno successivo per 2-0 contro il Lumezzane, con le reti di Capelli dopo un quarto d'ora e di Spagnoli al termine della gara, con il capitano Niko Kirwan che festeggia la centesima presenza con i biancoscudati. Il gironde d'andata si chiude con il recupero della diciottesima giornata in casa dell'Union Clodiense che viene sconfitto per 2-1 grazie alla doppietta di Mattia Bortolussi, che così facendo sale in doppia cifra in campionato.
Il Padova sale così a 51 punti totalizzati nelle prime diciannove giornate, con 16 vittorie e 3 pareggi, eguagliando il Catanzaro della stagione 2022-2023 come squadra con il record di punti, con vittoria a 3 punti, nel girone d'andata in un campionato a 20 squadre della storia della Serie C.

### Girone di ritorno
Il girone di ritorno inizia il 22 dicembre a Trento con la vittoria di misura per 1-0 sugli Aquilotti, grazie alla sesta rete stagionale di Liguori, con i biancoscudati che allungano alla vigilia di Natale a +10 sul L.R. Vicenza, secondi in classifica, sfruttando il pareggio dei rivali contro la Giana Erminio. In casa contro il Caldiero arriva la quinta vittoria consecutiva grazie alla prima rete stagionale di capitan Niko Kirwan, premiato dal Presidente Peghin prima della partita con una maglia celebrativa per il raggiungimento delle 100 presenze in biancoscudato. Arriva il primo pareggio del girone di ritorno in casa contro l'Arzignano la rete nel primo tempo di Varas viene pareggiata da quella di Mattioli, con il L.R. Vicenza che recupera due punti portandosi a -8. La settimana successiva i biancoscudati tornano alla vittoria allo Stadio Ernesto Breda in casa dell'Alcione che viene battuto per 2-0 grazie al rigore di Bortolussi ed alla rete nei minuti finali di Liguori che portano il Padova a quota 61 punti dopo sole 23 giornate. Arriva il secondo pareggio casalingo consecutivo nella gara contro la Pro Vercelli che passa in vantaggio grazie ad un'autorete di Fusi, con i biancoscudati che riacciuffano il pari nel secondo tempo con la rete di Perrotta. Il 1º febbraio seguente, arriva la prima sconfitta in campionato interrompendo la striscia di 24 risultati utili consecutivi contro la Virtus Verona che la spunta grazie al gol di Mehic, nonostante i quattro legni colpiti dai biancoscudati, facendoli entrare in un piccolo stato di crisi e riportando i rivali lanerossi a soli 3 punti dalla vetta.
Il Padova si riprende già dal turno successivo, dove riesce a spuntarla sulla Pro Patria per 3-1, grazie alle reti di Spagnoli, Bortolussi e Varas approfittando anche della sconfitta del L.R. Vicenza, riportando a sei i punti di distanza tra le due squadre venete a sette giorni dallo scontro diretto. Il derby tra le due compagini si disputa davanti ad oltre undici mila spettatori, di cui oltre 1.200 ospiti, con la gara che parte vedendo i padroni di casa trovare il gol del vantaggio nella prima frazione di gioco con la rete di Franco Ferrari, mentre il Padova riesce ad acciuffare un pareggio d'oro nel corso dei minuti dei recupero del secondo tempo grazie al gol del subentrato Alberto Spagnoli dopo il cross di Valente, riuscendo a battere Confente e ristabilire il risultato sul pareggio. I biancoscudati riescono così a mantenere la distanza di sei punti sui rivali, con anche gli scontri diretti a favore. Nel turno successivo, la squadra torna alla vittoria contro la Giana Erminio, arrivata da cinque vittorie consecutive, che viene sconfitta per 3-0 grazie alle reti di Valente, Fusi ed il primo gol in biancoscudato di Buonaiuto. La settimana successiva arriva però la seconda sconfitta in campionato, in casa della Feralpisalò che trova il gol della vittoria a recupero scaduto, con il L.R. Vicenza che si avvicina a sole tre lunghezze. Il distacco viene nuovamente allungato a cinque punti dopo la vittoria casalinga contro l'AlbinoLeffe con le reti di Bortolussi, Delli Carri e Spagnoli. Turno infrasettimanale amaro per il Padova che cade nuovamente in trasferta, questa volta a Meda contro il Renate per 3-2, inutili le reti di Buonaiuto e Bortolussi, con il L.R. Vicenza a soli due punti di distanza.
A sei giornate dal termine, arriva la vittoria casalinga contro la Pergolettese in rimonta per 2-1, con i biancoscudati che rispondono alla rete di Parker nel primo tempo con il rigore di Bortolussi e la rete al 94' minuto di Buonaiuto, allungando sul L.R. Vicenza a +4 dopo il loro pareggio a Lecco. Allo Stadio Silvio Piola arriva però la quarta sconfitta stagionale, la terza consecutiva fuori casa, contro il Novara che la spunta per 2-1 grazie alle reti di Asencio e Bertoncini nei primi minuti dei tempi e a nulla può la rete di Spagnoli che riaccende le speranze dei biancoscudati che falliscono poi un rigore con Liguori. Ancora problemi per la squadra di Andreoletti in trasferta, facendosi raggiungere allo scadere contro l'Atalanta U23 dopo la rete nel primo tempo di Fusi, complice questo pareggio i biancoscudati perdono per la prima volta in stagione la testa della classifica venendo sorpassati dai rivali del L.R. Vicenza, ora ad una lunghezza sopra. Il Padova torna alla vittoria davanti al proprio pubblico contro il Lecco per 2-1 con la doppietta all'inizio della gara di Varas, mantenendo il punto di svantaggio. Controsorpasso alla terz'ultima giornata di campionato, con i biancoscudati che tornano in testa alla classifica, dopo due giorni passate al secondo posto, grazie alla vittoria di misura allo Stadio Nereo Rocco contro la Triestina, decisiva è la sedicesima rete in campionato di Bortolussi al minuto 12, e mentre i biancoscudati festeggiano davanti agli oltre due mila tifosi arrivati a Trieste arriva la notizia della vittoria allo scadere della Virtus Verona contro il L.R. Vicenza, riportando i ragazzi di mister Andreoletti in vetta alla classifica con due punti di vantaggio. Terza vittoria consecutiva per il Padova nell'ultima gara casalinga del campionato con la vittoria per 2-1 sulla già retrocessa Union Clodiense grazie alle reti di Villa e Perrotta prima della rete ospite di Serena, mantenendo invariata la distanza sui rivali del L.R. Vicenza che vincono contro la Triestina. Il Padova si presenta allo Stadio Tullio Saleri con due risultati favorevoli su tre nei confronti dei rivali, in virtù degli scontri diretti, e la partita con il Lumezzane è seguita da oltre quattro mila tifosi padovani accorso nella città bresciana con il risultato finale che vedrà un pareggio a reti bianche, mentre la partita tra Trento e L.R. Vicenza viene vinta dai padroni di casa per 3-1, consegnando la promozione ai patavini che ritornano in Serie B per la prima volta dalla stagione 2018-2019 con i festeggiamenti che vedono anche l'invasione di campo da parte dei tifosi, con la festa poi continuata tra le strade della città ed in Prato della Valle.
Il Padova si laurea dunque Campione del Girone A di Serie C 2024-2025 con 86 punti conquistati tramite 26 vittorie ed 8 pareggio a fronte di sole 4 sconfitte, oltre a chiudere il campionato con il miglior attacco (65 gol fatti a pari merito con l'Atalanta U23) e la miglior difesa (24 gol subiti a pari merito con il L.R. Vicenza), mentre per il mister Matteo Andreoletti si tratta del primo successo in carriera nelle vesti di allenatore. Gli unici giocatori a scendere in campo in tutte le partite sono stati Mattia Fortin (unico giocatore ad aver giocato tutti i minuti) e Mattia Bortolussi, quest'ultimo anche capocannoniere con 16 reti, terzo nella classifica complessiva, seguito in questa statistica da Liguori a quota 7 gol (oltre a 10 assist) e da Spagnoli che chiude la stagione con 6 reti in campionato.

### Supercoppa Serie C
Con la vittoria del campionato, il Padova ha guadagnato la partecipazione alla Supercoppa Serie C, insieme a Virtus Entella ed Avellino vincitori rispettivamente del Girone B e del Girone C. Il percorso dei biancoscudati è iniziato il 3 maggio successivo nella gara esterna allo Stadio Partenio-Adriano Lombardi contro l'Avellino che viene sconfitto grazie al gol di Capelli al quarto d'ora del primo tempo, consegnando al Padova tre punti. Nell'ultima giornata del torneo, i ragazzi di Andreoletti si giocano il titolo con la Virtus Entella che riesce a sconfiggere i ragazzi di Andreoletti nell'ultima gara stagionale grazie al gol a cinque minuti dal termine di Franzoni, conquistando il trofeo.

## Divise e sponsor
Per il quinto anno consecutivo lo sponsor tecnico è Macron, mentre i main partners sono Facile Energy Luce e Gas e Servizio Energetico Italiano. Lo sleeve sponsor è EuroInterim, il back sponsor è Energetika e il shorts sponsor è Sirman. Tutte e tre le maglie sono interamente realizzate in Eco Fabric, materiale in poliestere ottenuto al 100% dal riciclo di plastica post-consumer, ed il principale tessuto è l’Eco Gotex, con un inserto in Eco Baimi nel retro. Tutte e tre le maglie presentano sul retro collo la scritta "NOI SIAMO I PADOVANI".
La prima maglia del club biancoscudato è stata presentata il 19 luglio. Bianca come da tradizione, presenta una grafica tono su tono molto leggera, presente sia sul fronte che sul retro, che va a richiamare la croce scudata, simbolo della città. Il colletto a girocollo è bianco con una sottile linea rossa, che si ritrova anche sui bordi della manica. Il kit è completato da pantaloncini bianchi e calzettoni bianchi.
La seconda divisa viene presentata il 2 agosto. La maglia mantiene il classico colore rosso in tutta la maglia, con una grafica di impatto con disegnato il Gattamelata sul fronte che si collega sul retro, con nello sfondo presente vari zoom sempre del Gattamelata e della Basilica di Sant’Antonio di Padova, poiché il Monumento equestre al Gattamelata è posizionato a fianco alla Basilica. Lo stesso sfondo con questi dettagli è presente anche sui pantaloncini. Il colletto a girocollo è bianco con una sottile linea bianca, che si ritrova anche sui bordi della manica.
Il 29 agosto, viene infine presentata la terza maglia di colore nero e caratterizzata da una trama sublimata che riproduce pittogrammi ispirati all’Orto Botanico dell’Università di Padova, rappresentando una continua variazione di forme, sviluppate a partire dal disegno originale dell’Orto, e richiamano una celebre citazione attribuita a Goethe. Il colletto è a V sempre nero con lo stemma del Calcio Padova adattato al colore della maglia. I pantaloncini sono anch'essi neri con fasce laterali che riprendono la trama della maglia e calzettoni interamente neri, con la Padova sul retro.

## Rosa
Rosa aggiornata al 1º febbraio 2025.
| N. |                    | Ruolo | Calciatore          |
| -- | ------------------ | ----- | ------------------- |
| 1  | Italia (bandiera)  | P     | Mattia Fortin       |
| 2  | Italia (bandiera)  | D     | Filippo Delli Carri |
| 4  | Italia (bandiera)  | D     | Francesco Belli     |
| 5  | Italia (bandiera)  | D     | Marco Perrotta      |
| 6  | Italia (bandiera)  | C     | Lorenzo Crisetig    |
| 7  | Ecuador (bandiera) | C     | Kevin Varas         |
| 8  | Italia (bandiera)  | C     | Pietro Fusi         |
| 9  | Italia (bandiera)  | A     | Alberto Spagnoli    |
| 10 | Italia (bandiera)  | A     | Simone Russini      |
| 11 | Italia (bandiera)  | C     | Carmine Cretella    |
| 12 | Italia (bandiera)  | P     | Michele Voltan      |
| 13 | Italia (bandiera)  | D     | Luca Crescenzi      |
| 14 | Italia (bandiera)  | D     | Luca Villa          |
| 15 | Italia (bandiera)  | C     | Nicolò Bianchi      |
| 16 | Italia (bandiera)  | P     | Andrea Sala         |
| 17 | Italia (bandiera)  | C     | Alessandro Capelli  |
| 19 | Italia (bandiera)  | A     | Nicola Valente      |

| N. |                          | Ruolo | Calciatore         |
| -- | ------------------------ | ----- | ------------------ |
| 20 | Italia (bandiera)        | A     | Mattia Bortolussi  |
| 21 | Italia (bandiera)        | A     | Michael Liguori    |
| 22 | Italia (bandiera)        | P     | Matteo Carniello   |
| 23 | Italia (bandiera)        | D     | Antonio Granata    |
| 26 | Nuova Zelanda (bandiera) | D     | Niko Kirwan ()     |
| 29 | Italia (bandiera)        | C     | Jérémie Broh       |
| 30 | Italia (bandiera)        | D     | Giulio Favale      |
| 31 | Italia (bandiera)        | D     | Roberto Pirrello   |
| 33 | Italia (bandiera)        | P     | Nicolò Bensi       |
| 37 | Italia (bandiera)        | A     | Andrea Montrone    |
| 72 | Italia (bandiera)        | D     | Carlo Faedo        |
| 73 | Italia (bandiera)        | D     | Alberto Targa      |
| 77 | Italia (bandiera)        | C     | Francesco Tumiatti |
| 92 | Italia (bandiera)        | A     | Cristian Buonaiuto |
| 96 | Italia (bandiera)        | A     | Simone Palombi     |
| 99 | Italia (bandiera)        | A     | Andrea Beccaro     |

## Organigramma societario
Area direttiva
- Presidente: Francesco Peghin
- Amministratore delegato: Alessandra Bianchi
- Consiglieri: Moreno Beccaro, Andreea Koenig, Giampaolo Salot
- Consiglieri con delega al Settore Giovanile: Luca Destro
- Consiglieri con delega alla comunicazione e relazioni esterne: Gianni Potti

Area Amministrativa
- Segretario generale: Fabio Pagliani
- Segretario sportivo: Michele Capovilla
- Amministrazione: Benedetto Facchinato
- Responsabile settore giovanile: Carlo Sabatini
- Segretario sportivo settore giovanile: Alessandro Spinello
- Responsabile biglietteria: Riccardo Zanetto
- Supporter Liaison Officer (SLO): Cesare Lissari

Area comunicazione e marketing
- Responsabile commerciale: Enrico Corvaglia
- Responsabile marketing: Carlo Franceschi
- Responsabile ufficio stampa, web editor e social media manager: Dante Piotto

Area tecnica
- Direttore sportivo: Massimiliano Mirabelli
- Allenatore: Matteo Andreoletti
- Allenatore in seconda: Pier Luca Cincione
- Collaboratore dell'Area tecnica: Sandro Porchia, Sergio Brigo
- Preparatori atletici: Matteo Zambello, Andrea Molteni
- Preparatore dei portieri: Adriano Zancopè
- Team manager: Rudy Ravaioli

Area sanitaria
- Responsabile: Luigi Munari
- Medici sociali: Alberto Rigon, Renzo Scaggiante
- Fisioterapisti: Robbie Kindt, Francesco De Checchi, Paolo Garolla

## Calciomercato

### Sessione estiva(dall'1/7 all'1/9)
Durante la sessione estiva di calciomercato non vengono fatte molte modifiche alla rosa in entrata. Oltre a molti rientri da prestiti della stagione precedente, vengono acquistati il portiere ex biancoscudato e padovano di nascita Michele Voltan, dalla Virtus Verona, il prolifico attaccante dell'Ancona Alberto Spagnoli, e durante l'ultima giornata di mercato è stato ufficializzato il ritorno nella città del Santo di Jérémie Broh dai "cugini" del Palermo.
Molte sono state invece le operazioni in uscita, oltre alla fine di vari prestito, a partire dall'ex capitano Antonio Donnarumma rimasto svincolato, così come Jacopo Dezi, Igor Radrezza ed il giovane Tommaso Ghirardello. La cessione più proficua è quella di Giovanni Leoni che viene riscattato dalla Sampdoria per 1,5 milioni di euro. In porta vengono ceduti sia Pablo Mangiaracina che Alessandro Zanellati, rispettivamente a Treviso e Casertana. Nel reparto difensivo vengono ceduti a titolo definitivo Bernardo Calabrese al Campobasso, Daniele Grosu anche lui al Treviso, e Marco Susanu all'Este. Al Sambiase vengono ceduti in prestito sia Edoardo Caporello che Jacopo Tiveron, Il Pescara riscatta Simone Franchini, già in prestito, all'Este viene ceduto Tommaso Miccoli. Vengono infine ceduti gli attaccanti Luca Gagliano all'Audace Cerignola, e Simone Palombi alla neopromossa Alcione.
| Acquisti         | Acquisti            | Acquisti       | Acquisti      |
| R.               | Nome                | da             | Modalità      |
| ---------------- | ------------------- | -------------- | ------------- |
| P                | Michele Voltan      | Virtus Verona  | definitivo    |
| C                | Jérémie Broh        | Palermo        | definitivo    |
| A                | Alberto Spagnoli    | Ancona         | definitivo    |
| Altre operazioni |                     |                |               |
| R.               | Nome                | da             | Modalità      |
| P                | Michele Fortin      | Legnago        | fine prestito |
| D                | Bernardo Calabrese  | Gubbio         | fine prestito |
| D                | Antonio Granata     | Virtus Entella | fine prestito |
| D                | Giovanni Leoni      | Sampdoria      | fine prestito |
| C                | Simone Franchini    | Pescara        | fine prestito |
| C                | Tommaso Miccoli     | Treviso        | fine prestito |
| A                | Luca Gagliano       | Foggia         | fine prestito |
| A                | Tommaso Ghirardello | Genoa          | fine prestito |

| Cessioni         | Cessioni             | Cessioni         | Cessioni                   |
| R.               | Nome                 | a                | Modalità                   |
| ---------------- | -------------------- | ---------------- | -------------------------- |
| P                | Antonio Donnarumma   | Torino           | svincolato                 |
| P                | Pablo Mangiaracina   | Treviso          | definitivo                 |
| P                | Alessandro Zanellati | Casertana        | definitivo                 |
| D                | Bernardo Calabrese   | Campobasso       | definitivo                 |
| D                | Daniele Grosu        | Treviso          | definitivo                 |
| D                | Marco Susanu         | Este             | definitivo                 |
| D                | Giovanni Leoni       | Sampdoria        | definitivo (1,5 milioni €) |
| C                | Edoardo Caporello    | Sambiase         | prestito                   |
| C                | Simone Franchini     | Pescara          | obbligo di riscatto        |
| C                | Tommaso Miccoli      | Este             | definitivo                 |
| C                | Igor Radrezza        | SPAL             | definitivo                 |
| C                | Jacopo Tiveron       | Sambiase         | prestito                   |
| A                | Luca Gagliano        | Audace Cerignola | definitivo                 |
| A                | Simone Palombi       | Alcione          | definitivo                 |
| A                | Luca Zamparo         | Virtus Entella   | fine prestito              |
| A                | Mattia Tordini       | Lecco            | fine prestito              |
| Altre operazioni |                      |                  |                            |
| R.               | Nome                 | a                | Modalità                   |
| C                | Jacopo Dezi          |                  | svincolato                 |
| A                | Tommaso Ghirardello  |                  | svincolato                 |

### Sessione invernale(dall'1/1 al 31/1)
Il calciomercato invernale si apre il 1º gennaio 2025 con la cessione a titolo definitivo di Jérémie Broh al Perugia. Viene anche ceduto il difensore Luca Crescenzi a titolo definitivo al Latina. Al suo posto, i biancoscudati corrono al riparo con l'acquisto di Roberto Pirrello dal Gubbio, in prestito con diritto di riscatto. Il 30 gennaio successivo, viene acquistato in prestito dal Crotone il portiere Andrea Sala, visto anche l'infortunio del secondo portiere Voltan. Il 1º febbraio viene ufficializzato l'acquisto a titolo definitivo di Cristian Buonaiuto dalla Cremonese. Il calciomercato invernale si chiude con la cessione a titolo temporaneo di Andrea Beccaro al Fossano, militante in Serie D.
| Acquisti | Acquisti           | Acquisti  | Acquisti                         |
| R.       | Nome               | da        | Modalità                         |
| -------- | ------------------ | --------- | -------------------------------- |
| P        | Andrea Sala        | Crotone   | prestito                         |
| D        | Roberto Pirrello   | Gubbio    | prestito con diritto di riscatto |
| A        | Cristian Buonaiuto | Cremonese | definitivo                       |

| Cessioni | Cessioni       | Cessioni | Cessioni   |
| R.       | Nome           | a        | Modalità   |
| -------- | -------------- | -------- | ---------- |
| D        | Luca Crescenzi | Latina   | definitivo |
| C        | Jérémie Broh   | Perugia  | definitivo |
| A        | Andrea Beccaro | Fossano  | prestito   |

## Risultati

### Serie C

#### Girone di andata
| Arbitro: | Luongo (Napoli) |

|                                      |           |  |
| Bianchi 54’ Crisetig 57’ Liguori 84’ | Marcatori |  |

| Arbitro: | Colaninno (Nola) |

|  |           |                             |
|  | Marcatori | 9’ Russini 90+2’ Bortolussi |

| Arbitro: | Maccarini (Arezzo) |

|            |           |                                                  |
| Nepi 90+4’ | Marcatori | 7’ Capelli 59’ Bortolussi 65’ Favale 81’ Liguori |

| Arbitro: | Restaldo (Ivrea) |

|                  |           |  |
| Varas 28’ (rig.) | Marcatori |  |

| Arbitro: | Zanotti (Rimini) |

|          |           |                                              |
| Iotti 9’ | Marcatori | 35’ (aut.) Sbraga 57’ Favale 75’ Delli Carri |

| Arbitro: | Tona Mbei (Cuneo) |

|                                                         |           |          |
| Villa 48’ Bianchi 57’ Spagnoli 66’ (rig.) Liguori 90+7’ | Marcatori | 5’ Mehic |

| Arbitro: | Ursini (Pescara) |

|              |           |             |
| Curatolo 16’ | Marcatori | 78’ Capelli |

| Arbitro: | Calzavara (Varese) |

|               |           |  |
| Liguori 45+2’ | Marcatori |  |

| Arbitro: | D'Eusanio (Faenza) |

|  |           |                 |
|  | Marcatori | 26’ Delli Carri |

| Padova 20 ottobre 2024, ore 17:30 CEST 10ª giornata | Padova              | 0 – 0 referto | Feralpisalò | Stadio Euganeo (2 985 spett.)\| Arbitro: \| Gigliotti (Cosenza) \| |
| Arbitro:                                            | Gigliotti (Cosenza) |               |             |                                                                    |

| Arbitro: | Gemelli (Messina) |

|  |           |                     |
|  | Marcatori | 85’, 89’ Bortolussi |

| Arbitro: | Leone (Barletta) |

|             |           |  |
| Valente 79’ | Marcatori |  |

| Arbitro: | Renzi (Pesaro) |

|            |           |                             |
| Basili 86’ | Marcatori | 41’ Delli Carri 47’ Russini |

| Arbitro: | Colaninno (Nola) |

|                            |           |               |
| Bortolussi 11’ Capelli 44’ | Marcatori | 75’ Lorenzini |

| Arbitro: | Di Cicco (Lanciano) |

|                                             |           |               |
| Bortolussi 17’ (rig.) Perrotta 20’ Fusi 34’ | Marcatori | 75’ Del Lungo |

| Arbitro: | Maribella (Napoli) |

|  |           |                                            |
|  | Marcatori | 61’ Liguori 75’ Bortolussi 87’ Delli Carri |

| Arbitro: | Castellone (Napoli) |

|                       |           |            |
| Bortolussi 13’ (rig.) | Marcatori | 76’ Braima |

| Arbitro: | Vergaro (Bari) |

|            |           |                     |
| Sinn 90+4’ | Marcatori | 32’, 55’ Bortolussi |

| Arbitro: | Nicolae Sfira (Pordenone) |

|                          |           |  |
| Capelli 17’ Spagnoli 89’ | Marcatori |  |

#### Girone di ritorno
| Arbitro: | Bozzetto (Bergamo) |

|  |           |             |
|  | Marcatori | 19’ Liguori |

| Arbitro: | Di Francesco (Ostia) |

|            |           |  |
| Kirwan 37’ | Marcatori |  |

| Arbitro: | Ramondino (Palermo) |

|           |           |              |
| Varas 35’ | Marcatori | 68’ Mattioli |

| Arbitro: | Renzi (Pesaro) |

|  |           |                                     |
|  | Marcatori | 24’ (rig.) Bortolussi 90+2’ Liguori |

| Arbitro: | Leone (Barletta) |

|              |           |                 |
| Perrotta 61’ | Marcatori | 30’ (aut.) Fusi |

| Arbitro: | Gianquinto (Parma) |

|           |           |  |
| Mehic 23’ | Marcatori |  |

| Arbitro: | Andreano (Prato) |

|                                       |           |              |
| Spagnoli 50’ Bortolussi 70’ Varas 74’ | Marcatori | 81’ Citterio |

| Arbitro: | Zanotti (Rimini) |

|             |           |                |
| Ferrari 26’ | Marcatori | 90+4’ Spagnoli |

| Arbitro: | Manedo Mazzoni (Prato) |

|                                   |           |  |
| Valente 3’ Fusi 70’ Buonaiuto 84’ | Marcatori |  |

| Arbitro: | Di Reda (Molfetta) |

|                 |           |  |
| Vesentini 90+7’ | Marcatori |  |

| Arbitro: | D'Eusanio (Faenza) |

|                                            |           |  |
| Bortolussi 7’ Delli Carri 63’ Spagnoli 71’ | Marcatori |  |

| Arbitro: | Di Cicco (Lanciano) |

|                            |           |                              |
| Calì 31’, 78’ Delcarro 33’ | Marcatori | 18’ Buonaiuto 84’ Bortolussi |

| Arbitro: | Gavini (Aprilia) |

|                                       |           |            |
| Bortolussi 52’ (rig.) Buonaiuto 90+4’ | Marcatori | 20’ Parker |

| Arbitro: | Mastrodomenico (Matera) |

|                           |           |              |
| Asencio 5’ Bertoncini 49’ | Marcatori | 71’ Spagnoli |

| Arbitro: | Sacchi (Macerata) |

|              |           |          |
| Vlahović 89’ | Marcatori | 32’ Fusi |

| Arbitro: | Pezzopane (L'Aquila) |

|               |           |              |
| Varas 2’, 11’ | Marcatori | 78’ Frigerio |

| Arbitro: | Zanotti (Rimini) |

|  |           |                |
|  | Marcatori | 12’ Bortolussi |

| Arbitro: | Mucera (Palermo) |

|                       |           |            |
| Villa 3’ Perrotta 48’ | Marcatori | 58’ Serena |

| Lumezzane 25 aprile 2025, ore 16:30 CEST 38ª giornata | Lumezzane     | 0 – 0 referto | Padova | Stadio Tullio Saleri (3 900 spett.)\| Arbitro: \| Ancora (Roma) \| |
| Arbitro:                                              | Ancora (Roma) |               |        |                                                                    |

### Coppa Italia

#### Turni eliminatori
| Arbitro: | De Angeli (Milano) |

|                                       |           |                |
| Kargbo 9’ Shpendi 38’ Francesconi 86’ | Marcatori | 73’ Bortolussi |

### Coppa Italia Serie C

#### Turni eliminatori
| Arbitro: | Gandino (Alessandria) |

|                                    |           |                                 |
| Russini 10’ Capelli 72’ Varas 118’ | Marcatori | 45+1’ (rig.) Voltan 54’ Zennaro |

#### Fase finale
| Arbitro: | Angelillo (Nola) |

|            |           |                       |
| Favale 11’ | Marcatori | 15’ Lanzi 55’ Gattoni |

### Supercoppa di Serie C
| Arbitro: | Maccarini (Arezzo) |

|  |           |             |
|  | Marcatori | 16’ Capelli |

| Arbitro: | Ursini (Pescara) |

|  |           |              |
|  | Marcatori | 85’ Franzoni |

## Statistiche

### Statistiche di squadra
Aggiornate al 17 maggio 2025.
| Competizione         | Punti | In casa | In casa | In casa | In casa | In casa | In casa | In trasferta | In trasferta | In trasferta | In trasferta | In trasferta | In trasferta | Totale | Totale | Totale | Totale | Totale | Totale | D.R. |
| Competizione         | Punti | G       | V       | N       | P       | Gf      | Gs      | G            | V            | N            | P            | Gf           | Gs           | G      | V      | N      | P      | Gf     | Gs     | D.R. |
| -------------------- | ----- | ------- | ------- | ------- | ------- | ------- | ------- | ------------ | ------------ | ------------ | ------------ | ------------ | ------------ | ------ | ------ | ------ | ------ | ------ | ------ | ---- |
| Serie C              | 86    | 19      | 15      | 4       | 0       | 36      | 10      | 19           | 11           | 4            | 4            | 29           | 14           | 38     | 26     | 8      | 4      | 65     | 24     | +41  |
| Coppa Italia         | -     | 0       | 0       | 0       | 0       | 0       | 0       | 1            | 0            | 0            | 1            | 1            | 3            | 1      | 0      | 0      | 1      | 1      | 3      | -2   |
| Coppa Italia Serie C | -     | 2       | 1       | 0       | 1       | 4       | 4       | 0            | 0            | 0            | 0            | 0            | 0            | 2      | 1      | 0      | 1      | 4      | 4      | 0    |
| Supercoppa Serie C   | 3     | 1       | 0       | 0       | 1       | 0       | 1       | 1            | 1            | 0            | 0            | 1            | 0            | 2      | 1      | 0      | 1      | 1      | 1      | 0    |
| Totale               | -     | 22      | 16      | 4       | 2       | 40      | 15      | 21           | 12           | 4            | 5            | 31           | 17           | 43     | 28     | 8      | 7      | 71     | 32     | +39  |

### Andamento in campionato
| Giornata  | 1 | 2 | 3 | 4 | 5 | 6 | 7 | 8 | 9 | 10 | 11 | 12 | 13 | 14 | 15 | 16 | 17 | 18 | 19 | 20 | 21 | 22 | 23 | 24 | 25 | 26 | 27 | 28 | 29 | 30 | 31 | 32 | 33 | 34 | 35 | 36 | 37 | 38 |
| --------- | - | - | - | - | - | - | - | - | - | -- | -- | -- | -- | -- | -- | -- | -- | -- | -- | -- | -- | -- | -- | -- | -- | -- | -- | -- | -- | -- | -- | -- | -- | -- | -- | -- | -- | -- |
| Luogo     | C | T | T | C | T | C | T | C | T | C  | T  | C  | T  | C  | C  | T  | C  | T  | C  | T  | C  | C  | T  | C  | T  | C  | T  | C  | T  | C  | T  | C  | T  | T  | C  | T  | C  | T  |
| Risultato | V | V | V | V | V | V | N | V | V | N  | V  | V  | V  | V  | V  | V  | N  | V  | V  | V  | V  | N  | V  | N  | P  | V  | N  | V  | P  | V  | P  | V  | P  | N  | V  | V  | V  | N  |
| Posizione | 1 | 1 | 1 | 1 | 1 | 1 | 1 | 1 | 1 | 1  | 1  | 1  | 1  | 1  | 1  | 1  | 1  | 1  | 1  | 1  | 1  | 1  | 1  | 1  | 1  | 1  | 1  | 1  | 1  | 1  | 1  | 1  | 1  | 2  | 2  | 1  | 1  | 1  |

Legenda:

Luogo: C = Casa; T = Trasferta. Risultato: V = Vittoria; N = Pareggio; P = Sconfitta.

### Statistiche dei giocatori
| Giocatore      | Serie C  | Serie C | Serie C     | Serie C    | Coppa Italia | Coppa Italia | Coppa Italia | Coppa Italia | Coppa Italia Serie C | Coppa Italia Serie C | Coppa Italia Serie C | Coppa Italia Serie C | Supercoppa Serie C | Supercoppa Serie C | Supercoppa Serie C | Supercoppa Serie C | Totale   | Totale | Totale      | Totale     |
| Giocatore      | Presenze | Reti    | Ammonizioni | Espulsioni | Presenze     | Reti         | Ammonizioni  | Espulsioni   | Presenze             | Reti                 | Ammonizioni          | Espulsioni           | Presenze           | Reti               | Ammonizioni        | Espulsioni         | Presenze | Reti   | Ammonizioni | Espulsioni |
| -------------- | -------- | ------- | ----------- | ---------- | ------------ | ------------ | ------------ | ------------ | -------------------- | -------------------- | -------------------- | -------------------- | ------------------ | ------------------ | ------------------ | ------------------ | -------- | ------ | ----------- | ---------- |
| A. Beccaro     | 0        | 0       | 0           | 0          | 0            | 0            | 0            | 0            | 1                    | 0                    | 0                    | 0                    | -                  | -                  | -                  | -                  | 1        | 0      | 0           | 0          |
| F. Belli       | 19       | 0       | 0           | 0          | 1            | 0            | 0            | 0            | 0                    | 0                    | 0                    | 0                    | 1                  | 0                  | 1                  | 0                  | 21       | 0      | 1           | 0          |
| N. Bensi       | 0        | 0       | 0           | 0          | -            | -            | -            | -            | 0                    | 0                    | 0                    | 0                    | 0                  | 0                  | 0                  | 0                  | 0        | 0      | 0           | 0          |
| N. Bianchi     | 19       | 2       | 3           | 0          | 1            | 0            | 0            | 0            | 2                    | 0                    | 0                    | 0                    | 2                  | 0                  | 0                  | 0                  | 24       | 2      | 3           | 0          |
| M. Bortolussi  | 38       | 16      | 3           | 0          | 1            | 1            | 0            | 0            | 1                    | 0                    | 0                    | 0                    | 2                  | 0                  | 0                  | 0                  | 42       | 17     | 3           | 0          |
| J. Broh        | 6        | 0       | 0           | 0          | -            | -            | -            | -            | 1                    | 0                    | 0                    | 0                    | -                  | -                  | -                  | -                  | 7        | 0      | 0           | 0          |
| C. Buonaiuto   | 12       | 3       | 0           | 0          | -            | -            | -            | -            | -                    | -                    | -                    | -                    | 0                  | 0                  | 0                  | 0                  | 12       | 3      | 0           | 0          |
| A. Capelli     | 35       | 4       | 2           | 0          | 1            | 0            | 0            | 0            | 2                    | 1                    | 1                    | 1                    | 2                  | 1                  | 0                  | 0                  | 40       | 6      | 3           | 1          |
| M. Carniello   | 0        | 0       | 0           | 0          | 0            | 0            | 0            | 0            | 0                    | 0                    | 0                    | 0                    | 0                  | 0                  | 0                  | 0                  | 0        | 0      | 0           | 0          |
| L. Crescenzi   | 1        | 0       | 0           | 0          | 0            | 0            | 0            | 0            | 1                    | 0                    | 0                    | 0                    | -                  | -                  | -                  | -                  | 2        | 0      | 0           | 0          |
| C. Cretella    | 22       | 0       | 1           | 0          | 0            | 0            | 0            | 0            | 1                    | 0                    | 1                    | 0                    | 2                  | 0                  | 0                  | 0                  | 25       | 0      | 2           | 0          |
| L. Crisetig    | 35       | 1       | 5           | 0          | 1            | 0            | 0            | 0            | 1                    | 0                    | 0                    | 0                    | 2                  | 0                  | 0                  | 0                  | 39       | 1      | 5           | 0          |
| F. Delli Carri | 37       | 5       | 7           | 0          | 1            | 0            | 0            | 0            | 1                    | 0                    | 0                    | 1                    | 2                  | 0                  | 0                  | 0                  | 41       | 5      | 7           | 1          |
| C. Faedo       | 24       | 0       | 6           | 0          | 1            | 0            | 0            | 0            | 2                    | 0                    | 1                    | 0                    | 1                  | 0                  | 0                  | 0                  | 28       | 0      | 7           | 0          |
| G. Favale      | 30       | 2       | 2           | 0          | 1            | 0            | 0            | 0            | 2                    | 1                    | 0                    | 0                    | 1                  | 0                  | 0                  | 0                  | 34       | 3      | 2           | 0          |
| M. Fortin      | 38       | -24     | 1           | 0          | 1            | -3           | 0            | 0            | 1                    | -2                   | 0                    | 0                    | 1                  | 0                  | 0                  | 0                  | 41       | -29    | 1           | 0          |
| P. Fusi        | 32       | 3       | 13          | 0          | 0            | 0            | 0            | 0            | 1                    | 0                    | 0                    | 0                    | 2                  | 0                  | 0                  | 0                  | 35       | 3      | 13          | 0          |
| A. Granata     | 5        | 0       | 1           | 0          | 0            | 0            | 0            | 0            | 2                    | 0                    | 0                    | 0                    | 1                  | 0                  | 0                  | 0                  | 8        | 0      | 1           | 0          |
| N. Kirwan      | 32       | 1       | 4           | 0          | 1            | 0            | 0            | 0            | 2                    | 0                    | 0                    | 0                    | 2                  | 0                  | 0                  | 0                  | 37       | 1      | 4           | 0          |
| M. Liguori     | 33       | 7       | 6           | 0          | 0            | 0            | 0            | 0            | 2                    | 0                    | 0                    | 0                    | 0                  | 0                  | 0                  | 0                  | 35       | 7      | 6           | 0          |
| A. Montrone    | 0        | 0       | 1           | 0          | 0            | 0            | 0            | 0            | 1                    | 0                    | 0                    | 0                    | 0                  | 0                  | 0                  | 0                  | 1        | 0      | 1           | 0          |
| S. Palombi     | -        | -       | -           | -          | 1            | 0            | 0            | 0            | -                    | -                    | -                    | -                    | -                  | -                  | -                  | -                  | 1        | 0      | 0           | 0          |
| R. Pirrello    | 6        | 0       | 1           | 0          | -            | -            | -            | -            | -                    | -                    | -                    | -                    | 1                  | 0                  | 0                  | 0                  | 7        | 0      | 1           | 0          |
| M. Perrotta    | 34       | 3       | 3           | 0          | 1            | 0            | 0            | 0            | 1                    | 0                    | 1                    | 0                    | 1                  | 0                  | 0                  | 0                  | 37       | 3      | 4           | 0          |
| S. Russini     | 19       | 2       | 2           | 0          | 1            | 0            | 0            | 0            | 2                    | 1                    | 0                    | 0                    | 0                  | 0                  | 0                  | 0                  | 22       | 3      | 2           | 0          |
| A. Sala        | 0        | 0       | 0           | 0          | -            | -            | -            | -            | -                    | -                    | -                    | -                    | 0                  | 0                  | 0                  | 0                  | 0        | 0      | 0           | 0          |
| A. Spagnoli    | 30       | 6       | 1           | 0          | 1            | 0            | 0            | 0            | 2                    | 0                    | 0                    | 0                    | 2                  | 0                  | 0                  | 0                  | 35       | 6      | 1           | 0          |
| A. Targa       | 0        | 0       | 0           | 0          | 0            | 0            | 0            | 0            | 0                    | 0                    | 0                    | 0                    | 0                  | 0                  | 0                  | 0                  | 0        | 0      | 0           | 0          |
| F. Tumiatti    | 0        | 0       | 0           | 0          | 0            | 0            | 0            | 0            | 0                    | 0                    | 0                    | 0                    | 0                  | 0                  | 0                  | 0                  | 0        | 0      | 0           | 0          |
| N. Valente     | 20       | 2       | 0           | 0          | 0            | 0            | 0            | 0            | 1                    | 0                    | 0                    | 0                    | 2                  | 0                  | 1                  | 0                  | 23       | 2      | 1           | 0          |
| K. Varas       | 32       | 5       | 4           | 1          | 1            | 0            | 0            | 0            | 1                    | 1                    | 1                    | 0                    | 1                  | 0                  | 0                  | 0                  | 35       | 6      | 5           | 1          |
| L. Villa       | 31       | 2       | 1           | 0          | 1            | 0            | 0            | 0            | 1                    | 0                    | 0                    | 0                    | 2                  | 0                  | 0                  | 0                  | 35       | 2      | 1           | 0          |
| M. Voltan      | 0        | 0       | 0           | 0          | 0            | 0            | 0            | 0            | 1                    | -2                   | 0                    | 0                    | 1                  | -1                 | 0                  | 0                  | 2        | -3     | 0           | 0          |

## Giovanili

### Organigramma Settore Giovanile
Responsabili d'Area
- Presidente Settore Giovanile: Luca Destro
- Responsabile Settore Giovanile: Carlo Sabatini
- Coordinatore Settore Giovanile: Ottorino Cavinato
- Responsabile attività di base: Alberto Piva
- Respobsabile organizzativo: Michele Capovilla
- Responsabile scouting e tecnico affiliate: Lorenzo Bedin
- Responsabile affiliate: Angelo Montrone
- Segretario sportivo: Alessandro Spinello
- Respobsaile Area Portieri: Andrea Cano

Area sanitaria e psicologica
- Responsabile Staff Medico: Edoardo Santinello
- Medico Under 17: Alessandro Dal Monico
- Medico Under 16: Francesco Di Donato
- Medico Under 15: Daniel Alexandru Suru
- Fisioterapista: Edoardo Carraro
- Fisioterapista: Alberto Tonellato
- Massofisioterapista: Gian Luca Ruzza
- Responsabile Area Psicologica: Cinzia Mattiolo

Area tecnica
Settore giovanile
- Primavera
  - Allenatore: Luca Rossettini
  - Preparatore atletico: Antonio Biancucci
  - Collaboratore tecnico: Gianluca Tramarin
  - Preparatore dei portieri: Federico Bee
  - Match Analyst: Nicola Tagliapietra

- Under-17
  - Allenatore: Marco Dal Moro
  - Allenatore in seconda: Pietro Baccolo
  - Preparatore atletico: Andrea Schiavo
  - Preparatore dei portieri: Riccardo Ongarato

- Under-16
  - Allenatore: Lorenzo Bedin
  - Allenatore in seconda: Matteo Zanon
  - Preparatore atletico: Giovanni De Poli
  - Preparatore dei portieri: Jacopo Bagherini

- Under-15
  - Allenatore: Elisa Camporese
  - Collaboratore tecnico: Piero Violato
  - Preparatore atletico: Tommaso Silvestrini
  - Preparatore dei portieri: Yuri Salvò

### Piazzamenti
- Primavera:
  - Campionato: 14°
  - Coppa Italia: Primo Turno Preliminare[142]

- Under-17:
  - Campionato: 7°

- Under-16:
  - Campionato: 2°
  - Fase Finale: 2° posto[143]

- Under-15:
  - Campionato: 2°